# Parrocchie civili dello Staffordshire
Questa è una lista delle parrocchie civili dello Staffordshire, Inghilterra. Stoke-on-Trent è inclusa nella lista, sebbene non abbia alcuna parrocchia.

## Cannock Chase
Il capoluogo Cannock non è coperto da alcuna parrocchia.
- Brereton and Ravenhill
- Bridgtown
- Brindley Heath
- Cannock Wood
- Heath Hayes and Wimblebury
- Hednesford (town) (2000)
- Norton Canes
- Rugeley (town)

## East Staffordshire
Prima del 2003, l'area urbana di Burton upon Trent non aveva parrocchie. Ora è suddivisa in 16 parrocchie, rendendo il distretto completamente coperto.
- Abbots Bromley
- Anglesey (2003)
- Anslow
- Barton-under-Needwood
- Blithfield
- Branston
- Brizlincote (2003)
- Burton (2003)
- Croxden
- Denstone
- Draycott in the Clay
- Dunstall
- Ellastone
- Hanbury
- Hoar Cross
- Horninglow and Eton (2003)
- Kingstone
- Leigh
- Marchington
- Mayfield
- Okeover
- Newborough
- Outwoods
- Ramshorn
- Rocester
- Rolleston on Dove
- Shobnall (2003)
- Stanton
- Stapenhill (2003)
- Stretton
- Tatenhill
- Tutbury
- Uttoxeter
- Uttoxeter Rural
- Winshill (2003)
- Wootton
- Wychnor
- Yoxall

## Lichfield
Il distretto di Lichfield è interamente coperto da parrocchie.
- Alrewas and Fradley
- Armitage with Handsacre
- Burntwood
- Clifton Campville
- Colton
- Curborough and Elmhurst
- Drayton Bassett
- Edingale
- Elford
- Farewell and Chorley
- Fazeley
- Fisherwick
- Hammerwich
- Hamstall Ridware
- Harlaston
- Hints
- King's Bromley
- Lichfield
- Longdon
- Mavesyn Ridware
- Shenstone
- Streethay
- Swinfen and Packington
- Thorpe Constantine
- Wall
- Weeford
- Whittington
- Wiggington and Hopwas

## Newcastle-under-Lyme
Il capoluogo Newcastle-under-Lyme non è coperto da alcuna parrocchia.
- Audley Rural
- Balterley
- Betley
- Chapel and Hill Chorlton
- Keele
- Kidsgrove
- Loggerheads
- Madeley
- Maer
- Silverdale (2002)
- Whitmore, Staffordshire

## South Staffordshire
Il South Staffordshire è interamente coperto da parrocchie.
- Acton Trussell and Bednall
- Bilbrook
- Blymhill and Weston-under-Lizard
- Bobbington
- Brewood
- Cheslyn Hay
- Codsall
- Coppenhall
- Dunstone
- Enville
- Essington
- Featherstone
- Great Wyrley
- Hatherton
- Hilton
- Himley
- Huntington
- Kinver
- Lapley Stretton and Wheaton Aston
- Lower Penn
- Pattingham and Patshull
- Penkridge
- Perton
- Saredon
- Shareshill
- Swindon
- Teddesley Hay
- Trysull and Seisdon
- Wombourne

## Stafford
Il capoluogo Stafford non è coperto da alcuna parrocchia.
- Adbaston
- Barlaston
- Berkswich
- Bradley
- Brocton
- Chebsey
- Church Eaton
- Colwich
- Creswell
- Doxey (2005)
- Eccleshall
- Ellenhall
- Forton
- Fradswell
- Fulford
- Gayton
- Gnosall
- Haughton
- High Offley
- Hilderstone
- Hixon
- Hopton and Coton
- Hyde Lea
- Ingestre
- Marston
- Milwich
- Norbury
- Ranton
- Salt and Enson
- Sandon and Burston
- Seighford
- Standon
- Stone
- Stone Rural
- Stowe-by-Chartley  (2000)
- Swynnerton
- Tixall
- Weston
- Whitgreave

## Staffordshire Moorlands
Lo Staffordshire Moorlands è interamente coperto da parrocchie.
- Alstonefield
- Alton
- Bagnall
- Biddulph
- Blore with Swinscoe
- Bradnop
- Brown Edge
- Butterton
- Caverswall
- Cheadle
- Checkley
- Cheddleton
- Consall
- Cotton
- Dilhorne
- Draycott in the Moors
- Endon and Stanley
- Farley
- Fawfieldhead
- Forsbrook
- Grindon
- Heathylee
- Heaton
- Hollinsclough
- Horton
- Ilam
- Ipstones
- Kingsley
- Leek
- Leekfrith
- Longnor
- Longsdon
- Oakamoor
- Onecote
- Quarnford
- Rushton
- Sheen
- Tittesworth
- Warslow and Elkstones
- Waterhouses
- Werrington
- Wetton

## Stoke-on-Trent
Stoke-on-Trent non è coperta da alcuna parrocchia.

## Tamworth
Tamworth non è coperta da alcuna parrocchia.

## Fonti
- Office for National Statistics (ONS) - Liste geografiche, su statistics.gov.uk. URL consultato il 20 dicembre 2008 (archiviato dall'url originale il 3 dicembre 2003).
- Staffordshire County Council, su staffordshire.gov.uk (archiviato dall'url originale il 20 gennaio 2005).